# جون إس. وولد
جون إس. وولد هو سياسي أمريكي، ولد في 31 أغسطس 1916 في إيست أورانج في الولايات المتحدة، وتوفي في 19 فبراير 2017 في كاسبر في الولايات المتحدة. نشط حزبياً في الحزب الجمهوري. وقد انتخب عضو مجلس نواب وايومنغ ‏ وانتخب عضو مجلس النواب الأمريكي ‏.